# Pokémon: Giratina và Shaymin, đóa hoa của bầu trời
Pokémon: Giratina và Shaymin, đóa hoa của bầu trời, được biết đến tại Nhật Bản với tên Pocket Monsters Diamond & Pearl the Movie: Giratina và Shaymin, đóa hoa của bầu trời (劇場版ポケットモンスター ダイヤモンド&パール ギラティナと氷空（そら）の花束 シェイミ Gekijōban Poketto Monsutā Daiyamondo Pāru Giratina to Sora no Hanataba Sheimi) là phim điện ảnh thứ 11 của loạt phim Pokémon và cũng là phần phim thứ hai thuộc bộ ba phim về Diamond & Pearl. Phim do Kunihiko Yuyama đạo diễn và Hideki Sonoda biên kịch, được công chiếu ở các rạp ở Nhật Bản vào ngày 19 tháng 7 năm 2008 và được phát hành dưới dạng DVD tại quốc gia này vào ngày 19 tháng 12 năm 2008. Tại Việt Nam phim được Công ty Cổ phần Purpose Media (HTV3 - DreamsTV) mua bản quyền, lồng tiếng và phát sóng vào ngày 22 tháng 7 năm 2018.

## Nội dung
Xuất phát từ một trận chiến giữa Giratina và Dialga hai loài Pokemon đang đánh nhau Giratina đã tìm cách đưa Dialga về thế giới song song của nó. Nhưng không may trong lúc đánh nhau thì vô tình kéo một loài pokemon đặc biệt vào thế giới song song của chúng mọi chuyện chưa đi đến hồi kết thì loài Pokemon đó đã mở ra một cánh cổng mới để quay trở về thế giới của mình Dialga cũng theo đó mà trốn thoát khỏi Giratina.

## Phân vai chính
- Đạo diễn chuyển âm: Ngọc Quyên
- Dẫn chuyện: Trí Luân

| Nhân vật         | Diễn viên lồng tiếng                       | Diễn viên lồng tiếng |
| Nhân vật         | Nhật Bản                                   | Việt Nam (HTV3)      |
| ---------------- | ------------------------------------------ | -------------------- |
| Ash/Satoshi      | Rica Matsumoto                             | Hoàng Khuyết         |
| Dawn/Hikari      | Megumi Toyoguchi                           | Kim Ngọc             |
| Brock/Takeshi    | Yūji Ueda                                  | Tuấn Anh             |
| Newton Graceland | Koichi Yamadera                            | Quang Tuyên          |
| Zero             | Shidō Nakamura                             | Thiện Trung          |
| James/Kojirō     | Shin-ichiro Miki                           | Minh Vũ              |
| Jessie/Musashi   | Megumi Hayashibara                         | Thùy Tiên            |
| Layla/Leila      | Akina Minami                               | Kim Anh              |
| Magnezone        | Golgo Matsumoto (TIM) (Masahiko Matsumoto) | Trần Vũ              |
| Meowth/Nyarth    | Inuko Inuyama                              | Tấn Phong            |
| Mousse           | Red Yoshida (TIM) (Naganori Yoshida)       | Chánh Tín            |
| Pikachu          | Ikue Ōtani                                 | Ikue Ōtani           |
| Shaymin          | Vanilla Yamazaki                           | Linh Phương          |
| Regigigas        | Tomomichi Nishimura                        | Tomomichi Nishimura  |
| Infi             | Shoko Nakagawa                             | Thu Huyền            |